# Kalmar sandskulpturfestival
Kalmar sandskulpturfestival är en festival i Kalmar, Sverige där lag tävlar i att bygga skulpturer av sand. Den startade år 2013.

## Skulpturer och lag

### 2018
Pågick 9-13 juli 2018.
| Lag | Skulptörer och land                        | Skulptur     | Placering |
| --- | ------------------------------------------ | ------------ | --------- |
| 1   | Lars Fager, Sverige                        | Sardiner     |           |
| 2   | Victoria Parrinello, Italien               | Valen        |           |
| 3   | Vadim Parkhomenko, Ryssland/Ukraina        | Hajen        | 3         |
| 4   | Remy Hoggard, Storbritannien/Nederländerna | Orangutangen | 1         |
| 5   | Elisabeth Kristensen, Norge/Irland         | Hjärnan      |           |
| 6   | Anatolijs Kirillovs, Lettland              | Loppan       | 2         |
| 7   | Franziska Agarwal, Tyskland, Kanada        | Bläckfisken  |           |

### 2017
| Lag | Skulptörer och land                                  | Skulptur | Placering |
| --- | ---------------------------------------------------- | -------- | --------- |
| 1   | Gresham Glover, USA                                  |          |           |
| 2   | Manuel Campos, Colombia                              |          | 2         |
| 3   | Paul & Remy Hoggard, Storbtitanien/ Nederländerna    |          | 1         |
| 4   | Tanya Tikka, Ryssland Maria Groznaya, Ryssland       |          |           |
| 5   | Vladim Parkhomenko, Ryssland Yevhen Polunin, Ukraina |          | 3         |
| 6   | Heléne Aurell, Sverige                               |          |           |
| 7   | Leif Andersson, Sverige Lars Fager, Sverige          |          |           |

### 2016
| Lag | Skulptörer och land                                   | Skulptur | Placering |
| --- | ----------------------------------------------------- | -------- | --------- |
| 1   | Bogdan Kutsevych, Ukraina Oleksiy Poda, Ukraina       |          |           |
| 2   | Agnese Ruzite, Lettland Anatolijs Kirillov, Lettland  |          | 1         |
| 3   | Marianne Aittoniemi, Finland Minna Eloranta, Finland  |          |           |
| 4   | Tatiana Tikka, Ryssland Alexandra Groznaya, Ryssland  |          |           |
| 5   | Leif Andersson, Sverige Lars Fager, Sverige           |          |           |
| 6   | Ceyhun Konak, Turkiet Tayfun Konak, Turkiet           |          |           |
| 7   | Vittoria Parrinello, Italien Violetta Uboldi, Italien |          |           |

### 2015
| Lag | Skulptörer och land                                             | Skulptur                            | Placering |
| --- | --------------------------------------------------------------- | ----------------------------------- | --------- |
| 1   | Franziska Agrawal, Tyskland Minna Eloranta, Finland             | X                                   |           |
| 2   | Elisabeth Kristensen, Norge Ludo Roders, Nederländerna          | Face Wave (våg av ansikte)          |           |
| 3   | Viktorija Ruskonyte, Litauen Laura Seryte, Litauen              | Emotions in sand (känslor i sanden) |           |
| 4   | Elena Timofeeva, Ryssland Ivan Loktyukhin, Ryssland             | Sea Combat (havskämpe)              |           |
| 5   | Aleksandr Skarednov, Ryssland Mariya Mazunina, Ryssland         | Space Elk (rymdälg)                 |           |
| 6   | Edwin Böck, Sverige Leif Andersson, Sverige Lars Fager, Sverige | Sahara Express                      | 1         |